# Какво се случва със семейството ми?
„Какво се случва със семейството ми?“ (на корейски: 가족끼리 왜 이래; на английски: What Happens to My Family?) е южнокорейски сериал, който се излъчва от 16 август 2014 г. до 15 февруари 2015 г. по KBS2.

## Сюжет
Сун Бонг е любящ и нежен баща на трите си деца. В продължение на 30 години той управлява магазин за тофу, за да ги отглежда. Най-голямата му дъщеря, Канг Шим, е изключително компетентен главен секретар в голяма компания, а синът му Канг Дже е онколог-специалист. Най-малкият му син Дал Бонг е все в търсене на работа.
Когато Сун Бонг осъзнава колко неблагодарни са станали децата му, той решава да заведе дело срещу тях за детска неблагодарност. След този инцидент тримата се сблъскват с баща си, както и помежду си.
Покрай хаоса, който се случва в семейството ѝ, на Канг Шим ѝ е трудно да се съсредоточи върху работата си като секретар. Тя е в постоянни противоречия и със сина на президента на компанията, Мун Те Джу. Ще бъде ли въвлечен и Те Джу в семейната драма на секретарката си? Каква е истинската причина Сун Бонг да заведе дело срещу децата си? Ще успее ли това семейство да се помири, да започне нов живот и да открие любовта?

## Актьори
- Ю Донг Гън – Ча Сун Бонг, главата на семейство Ча и собственик на магазин за тофу
- Ким Хьон Джу – Ча Канг Шим, най-голямата дъщеря на Су Бонг
- Юн Пак – Ча Канг Дже, второто дете на Сун Бонг, опитен онколог
- Пак Хьонг Шик – Ча Дал Бонг, най-малкият син в семейството, който още търси мястото си в живота
- Ян Хи Кьонг – Ча Сун Гъм, по-малката сестра на Сун Бонг
- Ким Чонг Нан – Но Йонг Сол, дъщеря на Сун Гъм
- Ким Чонг Мин – Со Джунг Пек, съпруг на Йонг Сол и собственик на ресторант за пиле
- Ким Санг Кьонг – Мун Те Джу, син на президента на компанията, за която работи Канг Шим
- Ким Йонг Гун – Мун Те О, президент на GK Group
- На Йонг Хи – Пек Сол Хи
- Нам Джи Хьон – Канг Со Ул, момиче от провинцията, което се мести в Сеул, с надеждата да се омъжи за Дал Бонг
- Со Канг Джун – Юн Ън Хо, музикален идол, който държи собствен ресторант

## Версии
- Какво се случва със семейството ми?, мексиканска теленовела, продуцирана от Хуан Осорио за Телевиса през 2021 г., с участието на Мане де ла Пара и Ева Седеньо.